# Standard Galactic Alphabet

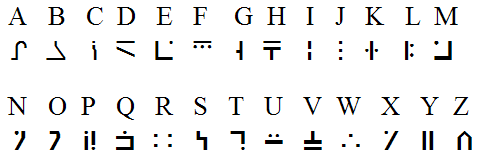
vertaling van het standard galactic alphabet

Het Standard Galactic Alphabet (Nederlands: Standaard Galactisch Alfabet), vaak afgekort tot SGA, is een fictief schrift uit de Commander Keen computerspellen. In deze spellen is het schrift een voorbeeld van een centrale buitenaardse taal die overal in de Melkweg wordt gebruikt.
De speler komt het alfabet voor het eerst tegen in het eerste spel, Marooned on Mars, waarin Keen een telepathisch bericht krijgt. Helaas kan hij het SGA niet lezen.

## Geschiedenis
Het SGA is een substitutieversleuteling bedacht door Tom Hall voor zijn Commander Keen spellenserie. Oorspronkelijke tekende hij voor het eerste Keen-spel een tweedimensionale computergraphic voor het bord met de mededeling “Exit” bij het einde van elk level. Deze graphic was bedoeld om het bord een meer buitenaards uiterlijk te geven. Dit breidde zich uit naar andere berichten, zoals "hi" en "this is neat" (vlak bij een pistool).
De eerste tekenen van het schrift werden gemaakt door de letters van het Latijns alfabet aan te passen. Later bedacht Hall ook tekens voor de overige letters, om zo overal in de spellen berichten te kunnen plaatsen. Hoewel de tekst in een ander schrift staat geschreven, zijn de woorden in het Engels. Het SGA is geen kunstmatig schrift.

## Ontcijfering
Spelers van de Keen-serie probeerden het schrift te ontcijferen door de verschillende borden met elkaar te vergelijken. Waar Keen 1 vijftien letters gebruikte (A, B, C, D, E, H, I, K, L, N, O, S, T, X, en Y), hadden latere spellen er meer.
Keen 3 bood voor fans de grootste mogelijkheid. Dit spel bevatte extra veel borden in zowel de SGA-letters als gewone letters. Tevens kon in een geheim level in dit spel een volledige vertaling van het SGA worden gevonden, gelijk aan de Steen van Rosette.
Keen 6 bevatte een soortgelijke vertaling, eveneens in een geheim level. Het is voor de speler van belang om het gehele alfabet te kunnen ontcijferen om het briefje dat Keen aan het einde van Keen 5 vindt te vertalen.

## Overig gebruik
Joe Siegler gebruikte het SGA later om in het spel Rise of the Triad het bericht "Dopefish lives" op een muur te schrijven. Eigenlijk wilde Tom Hall, die dit spel hielp ontwerpen, geen berichten plaatsen, maar een bericht in SGA stond hij nog toe.
SGA is daarnaast zelden gebruikt. Wel diende het als basis voor andere fictieve schriften in onder meer Ion Storm's Anachronox, Quake 4 en Minecraft.

## Trivia
- Het symbool voor N lijkt op het Japanse Katakana teken voor "Ri" (リ).
- SGA werd eenmaal gebruikt om een scheldwoord te verstoppen in het begin van Keen 2's "Paris" level. Dit woord is niet echt goed te zien, daar het bestaat uit gele platformen in een rood veld.[1]